# Apofenie
Apofenie je lidská tendence vnímat smysluplné vzorce v náhodných datech.

## Etymologie
První užití termínu je připisováno Klausu Conradovi, zmínil ho tak především Peter Brugger, který apofenii definoval jako „nemotivované vidění spojitostí“ spojené s „konkrétním prožitkem nenormální vizi smysluplnosti“. Termín apofenie se ustálil jako univerzální lidská tendence vidět vzory v náhodných datech, podobně jako hazard.
Roku 1958 Klaus Conrad publikoval monografii nazvanou Die beginnende Schizophrenie. Versuch einer Gestaltanalyse des Wahns („Počátky schizofrenie: Pokusy o zformování Gestaltové analýzy iluze“), ve které detailně popsal prodromální stádium nálady a nejranější fáze  schizofrenie. Pojem „Apophänie“ zavedl, aby charakterizoval škodlivé či iluzotvorné myšlení v psychóze. Conradovy theorie o vzniku schizofrenie jsou od té doby částečně v psychiatrické literatuře testovány.
Conradův neologismus byl přeložen do angličtiny jako „apophenia“ (z řeckého apo [away from - pryč] + phaenein [ukazovat]), aby reflektoval fakt, že schizofrenici vnitřně prožívají matení jako své prozření.
Na rozdíl od epifanie, apofenie (tedy některé její prvky) neposkytuje pohled do reality nebo s tím, s čím se pojí vjem reality, nýbrž je „procesem opakovaného vnímání nenormálních pocitů v celé obklopující zásobě prožitků“. Tyto prožitky se týkají zcela samy sebe, jsou solipsistické a paranoidní — „jste pozorováni, řeč je vždy o vás, jste objekt sledování a jste špehování cizími lidmi“. Proto má v angličtině „apophenia“ trochu jiný význam, než jak ho definoval Conrad.

## Související neologismy

### Paternicita
V roce 2008 Michael Shermer vytvořil slovo „patternicity“, definované jako „tendence hledat smysluplné vzorce v šumu (informací) beze smyslu“. Učebnicový příklad Paternicity je ukázán na matematikovi Johnu Nashovi ve filmu Čistá duše (Beautiful mind), který v atace paranoidní schizofrenie vidí písmenkové šifry v novinových článcích.

### Agenticita
V díle The Believing Brain (2011), Shermer také napsal, že lidé mají „tendenci tvořit vzorce se smyslem, záměrem a řádem“, tuto tendenci nazval „agenticity“.

### Randomania
Roku 2011 parapsycholog David Luke navrhl, že koncept apofenie je jeden konec spektra a opačným konceptem chování (přisuzování náhodě něco, co je evidentně výsledkem cílené činnosti), které nazval „randomania“. Tuto teorie uplatnil v tezi, že vysněné předjímání je skutečné a existence randomanie je důvodem, proč ho někteří lidé zamítají. 

## Příklady

### Pareidolie

Tento obličej, který sestává ze tří kruhů a jedné čáry je vnímaný jako obličej, přestože nese pouze jeden z mnoha znaků skutečného obličeje. Toto vnímání je u lidí způsobeno speciálním mozkovým procesem, rozpoznáváním tváře.

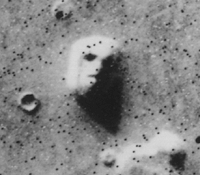
Reálný útvar na povrchu Marsu, do něhož se projektuje naše schopnost rozpoznávat tváře specializovanou oblastí mozku.

Pareidolie je druh nepatologické apofenie, kdy vnímáme zrakové tvary (Gestalty) ve zvucích či obrazech. Nejznámější pareidolie jsou zvířata, která vidíme v oblacích. Sluchovou pareidolii prožíváme, když ve zvuku sprchy jako by slyšíme zvonění telefonu.
Pareidolii také ovlivňuje vaše vnímání, pokud uvidíte tvář v neživém objektu, jako například (populární iluzi) tvář Ježíše na Marsu.
Někdy lidé vidí lidské tváře (někdy i náboženské postavy) ve skvrnách na toustu, ve vzorcích na dřevě či v zelenině. K těmto paridoliím se pak upínají esoterické interpretace, které takto věští například z kávové sedliny.

### Overfitting
V oblasti statistiky a strojového učení je apofenie příkladem toho, co je známé jako overfitting. K overfittingu dojde, když statistický model odpovídá spíše šumu než signálu. Model overfittů odpovídá konkrétním údajům nebo pozorováním, spíše než obecným vzorcům obsaženým v běžné populaci.

### Omyl hazardního hráče
Apofenií je též i pociťované přesvědčení gamblerů, že opakující se čísla v ruletě mají nějakou logiku. S tím souvisí jiná kognitivní iluze, která ale není apofenií, a to tzv. „omyl hazardního hráče“. Tím je při hodu mincí chybné přesvědčení, že pravděpodobnost, že („už konečně“) padne panna, narůstá tím více, čím více před tím padlo orlů. Ale u hodu mincí, u rulety, stejně jako u nákupu losů, se jednotlivé pokusy vzájemně neovlivňují.

### McGurkův efekt
McGurkův efekt je psychická iluze při vnímání řeči. Spočívá v synergii dvou smyslových kanálů - zraku a sluchu při interpretaci slyšených slabik. Když na videu je tvář vyslovující slabiky „ga-ga“, ale ze zvukového záznamu zní dabované slabiky „ba-ba“, tak 98 % lidí je přesvědčeno, že slyší slabiky „da-da“. Slabiky „da-da“ jsou tedy výsledkem synergie zraku a sluchu.

## V literatuře
- William Gibson: Pattern Recognition
- Jorge Luis Borges: Library of Babel
- Umberto Eco: Foucault's Pendulum
- Stanislaw Lem: His Master's Voice
- Peter Watts: Blindsight